# Nieudan
Nieudan település Franciaországban, Cantal megyében. Lakosainak száma 106 fő (2022. január 1.). Nieudan Laroquebrou, Saint-Étienne-Cantalès, Saint-Paul-des-Landes, Saint-Santin-Cantalès, Saint-Victor és Ayrens községekkel határos.

## Népesség
A település népességének változása:
| Lakosok száma | 115  | 99   | 97   | 106  | 110  | 111  | 106  | 102  | 101  | 106  |
|               | 1968 | 1982 | 1990 | 2006 | 2013 | 2015 | 2017 | 2019 | 2020 | 2022 |